# Січень 2018
Січень 2018 — перший місяць 2018 року, що розпочався в понеділок 1 січня та закінчився в середу 31 січня.

## Події
- 1 січня
  - Розпочався новий 2018 рік; святковий день в Україні.
  - Болгарія почала головувати в Раді Європейського Союзу[1].
  - В Україні набули чинності нові правила дорожнього руху, дозволена швидкість руху в населених пунктах зменшена до 50 км/год[2].
  - Підвищилась мінімальна зарплата в Україні на 16,3 % — до 3 723 гривень на місяць. Прожитковий мінімум встановлено на рівні 1700 грн.[3].
  - Запроваджено фіксацію біометричних даних іноземців та осіб без громадянства з 70 держав, у тому числі Російської Федерації на державному кордоні України[4].
  - У Київській області знайдено вбитою правозахисницю Ірину Ноздровську[5].
- 2 січня
  - Конституційний суд Молдови тимчасово припинив повноваження президента Молдови Ігоря Додона[6].
- 3 січня
  - Через ураган «Елеонор» в Європі знеструмлено понад 200 тис. будинків[7].
- 4 січня
  - Внаслідок аварії потягу в Південній Африці[en] 18 людей загинуло, ще понад 100 зазнали ушкоджень[8].
- 5 січня
  - У США вирує потужний циклон «Грейсон». Через сильні хуртовини та рекордне зниження температури у кількох штатах оголошено надзвичайний режим. Внаслідок стихії загинуло щонайменше 16 людей.[9].
  - У Грузії суд заочно засудив екс-президента країни Міхеіла Саакашвілі до 3 років тюремного ув'язнення за звинуваченням у зловживанні службовими повноваженнями[10].
- 6 січня
  - Тенісистка Еліна Світоліна здобула 10-й титул WTA вигравши турнір Brisbane International[11].
  - У результаті зіткнення біля берегів Китаю суховантажу та танкеру загинули 32 члени екіпажу останнього. Внаслідок зіткнення танкер Sanchi був сильно пошкоджений, що спричинило вилив нафти у море.[12].
- 7 січня
  - Різдво Христове; святковий день в Україні.
  - Відбулася 75-та церемонія вручення нагород премії «Золотий глобус» за досягнення в галузі кінематографу та американського телебачення за 2017 рік[13].
  - Швейцарець Даріо Колонья та норвежка Гайді Венг стали переможцями багатоденної лижної гонки Тур де Скі у сезоні 2017/2018[ru][14].
- 11 січня
  - Помер Аркадій Вайспапір, останній учасник повстання в концтаборі «Собібор» у жовтні 1943 року[15].
- 13 січня
  - У першому турі президентських виборів у Чехії найбільше голосів набрав Мілош Земан[16][17].
- 14 січня
  - Старий Новий Рік; Василія Великого.
- 15 січня
  - Померла Долорес О'Ріордан, вокалістка гурту The Cranberries[18].
- 16 січня
  - Курс криптовалют (у тому числі Біткойна) різко знизився вперше після тривалого зростання[19][20][21].
- 18 січня
  - Верховна Рада України ухвалила в другому читанні та в цілому Закон про деокупацію Донбасу[22][23].
  - У Казахстані щонайменше 52 людини загинули внаслідок загоряння автобуса міжміського сполучення[en][24].
- 19 січня
  - В Україні через заметіль без світла залишилося майже 800 населених пунктів у восьми областях[25].
  - Марину Порошенко призначено головою Українського культурного фонду[26].
- 20 січня
  - Федеральні служби США припинили роботу через призупинення фінансування[27].
  - У Кабулі внаслідок нападу терористів на готель загинули 43 особи, серед яких 7 громадян України.[28]
- 21 січня
  - Турецькі війська увійшли в контрольований курдами сирійський район Афрін. Нова операція Туреччини в Сирії отримала назву «Оливкова гілка».[29]
- 22 січня
  - В Україні стартувала монетизація субсидій за послуги ЖКХ[30].
  - Померла відома американська письменниця Урсула Ле Гуїн, що була найстарішою лауреаткою найпрестижнішої премії фантастики «Гросмейстер фантастики»[31].
- 23 січня
  - ПАРЄ прийняла резолюцію про гуманітарні наслідки війни на Донбасі, де згадується, що Донбас є окупованою територією, а Росія — агресором[32].
- 24 січня
  - Китайські вчені вперше створили двох клонованих макак, використовуючи метод, яким було клоновано вівцю Доллі.[33][34].
- 25 січня
  - У м. Кременчук розбився вертоліт Мі-8, що виконував навчально-тренувальний політ. Усі чотири члени екіпажу загинули.[35]
  - Канадські дослідники заявили про розшифрування за допомогою штучного інтелекту першого речення Рукопису Войнича[36].
- 26 січня
  - У Південній Кореї місті Мір'янг у результаті пожежі в госпіталі[en] загинуло щонайменше 41 людина, ще понад 150 отримали ушкодження[37].
  - У Давосі завершив роботу 48-й Всесвітній економічний форум. У його роботі взяло участь близько 60 глав держав та урядів.[38]
- 27 січня
  - Внаслідок теракту в Кабулі[en] загинули щонайменше 103 людини, ще понад 200 отримали поранення.[39]
  - Мілош Земан переобраний президентом Чехії[40]
- 28 січня
  - Переможцем Відкритого чемпіонату Австралії з тенісу серед жінок стала Каролін Возняцкі, серед чоловіків — Роджер Федерер[41].
  - На Чемпіонаті Європи з біатлону збірна України здобула дві золоті й одну срібну медалі[42].
  - На президентських виборах у Фінляндії[en] переміг чинний президент Саулі Нійністьо[43].
  - 60-та церемонія нагородження музичної премії «Греммі». У номінаціях «Пісня року» та «Альбом року» переможцем став Бруно Марс[44].
- 30 січня
  - Міністерство фінансів США видало санкційний «Кремлівський звіт» з прізвищами понад 200 осіб з найближчого оточення Путіна[45].
- 31 січня
  - Помер перший астронавт незалежної України Леонід Каденюк[46].
  - Місячне затемнення[en], яке найкраще було видно в Росії, Австралії, Східній Азії і США[47].